# Kanton Saint-Aignan
Der Kanton Saint-Aignan ist seit 1892 ein französischer Wahlkreis im Arrondissement Romorantin-Lanthenay, im Département Loir-et-Cher und in der Region Centre-Val de Loire; sein Hauptort ist Saint-Aignan. Der Kanton gehörte bis zum 31. Dezember 2006 zum Arrondissement Blois.

## Gemeinden
Der Kanton besteht aus 16 Gemeinden mit insgesamt 18.533 Einwohnern (Stand: 1. Januar 2022) auf einer Gesamtfläche von 352,48 km²:
| Gemeinde              | Einwohner 1. Januar 2022 | Fläche km² | Dichte Einw./km² | Code INSEE | Postleitzahl |
| --------------------- | ------------------------ | ---------- | ---------------- | ---------- | ------------ |
| Angé                  | 801                      | 17,36      | 46               | 41002      | 41400        |
| Châteauvieux          | 524                      | 33,48      | 16               | 41042      | 41110        |
| Châtillon-sur-Cher    | 1.661                    | 29,66      | 56               | 41043      | 41130        |
| Chémery               | 944                      | 34,16      | 28               | 41049      | 41700        |
| Couffy                | 503                      | 14,92      | 34               | 41063      | 41110        |
| Mareuil-sur-Cher      | 1.155                    | 31,88      | 36               | 41126      | 41110        |
| Méhers                | 308                      | 18,27      | 17               | 41132      | 41140        |
| Meusnes               | 1.039                    | 13,35      | 78               | 41139      | 41130        |
| Noyers-sur-Cher       | 2.654                    | 22,74      | 117              | 41164      | 41140        |
| Pouillé               | 786                      | 18,03      | 44               | 41181      | 41110        |
| Rougeou               | 151                      | 7,89       | 19               | 41195      | 41230        |
| Saint-Aignan          | 2.826                    | 18,48      | 153              | 41198      | 41110        |
| Saint-Romain-sur-Cher | 1.458                    | 31,17      | 47               | 41229      | 41140        |
| Seigy                 | 982                      | 8,18       | 120              | 41239      | 41110        |
| Soings-en-Sologne     | 1.570                    | 35,30      | 44               | 41247      | 41230        |
| Thésée                | 1.171                    | 17,61      | 66               | 41258      | 41140        |
| Kanton Saint-Aignan   | 18.533                   | 352,48     | 53               | 4111       | –            |

Bis zur landesweiten Neuordnung der französischen Kantone im März 2015 gehörten zum Kanton Saint-Aignan die 15 Gemeinden Châteauvieux, Châtillon-sur-Cher, Chémery, Choussy, Couddes, Couffy, Mareuil-sur-Cher, Méhers, Meusnes, Noyers-sur-Cher, Pouillé, Saint-Aignan, Saint-Romain-sur-Cher, Seigy und Thésée. Sein Zuschnitt entsprach einer Fläche von 326,02 km2. Er besaß vor 2015 den INSEE-Code 4118.

## Bevölkerungsentwicklung
| 1962   | 1968   | 1975   | 1982   | 1990   | 1999   | 2006   | 2011   |
| ------ | ------ | ------ | ------ | ------ | ------ | ------ | ------ |
| 14.866 | 15.894 | 16.301 | 16.652 | 16.728 | 16.776 | 17.380 | 17.691 |